# Gakurekibyō
Le gakurekibyō (学歴病) est la « maladie du diplôme » des jeunes Japonais qui travaillent de façon extrême dans le but d'obtenir leur diplôme.
Les conséquences peuvent être : obésité, hypertension, hypercholestérolémie.